# Louis Pigault de Beaupré
Louis Pigault de Beaupré, né le 16 mars 1816 à Boulogne-sur-Mer et mort le 21 décembre 1878 dans le 16e arrondissement de Paris, est un ingénieur des ponts et chaussées et archéologue français.

## Biographie

### Enfance et formation
Louis Antoine Gaspard Pigault de Beaupré naît le 16 mars 1816, à  Boulogne-sur-Mer dans le département du Pas-de-Calais, du mariage d’Alexandre Louis Erard Henry Pigault de Beaupré, propriétaire à Calais, capitaine adjoint à l’état major de la garde nationale de Calais, décoré du Lys, et de Marguerite Antoinette Félicité Libert.
Il a le titre de comte par un bref du Souverain Pontife Pie IX, en date du 29 juillet 1870.
Il est admis à l’école polytechnique et obtient son diplôme ingénieur X 1835. Il entre au service des Ponts-et-Chaussées en 1837.

### Famille
Louis Pigault de Beaupré épouse Louise Céline Buffin (1832-1906), à Tournai en Belgique, le 14 février 1854. Ils ont deux fils, Erard Louis Désiré, comte, et Albert Charles Henri Achille (1856-1936), vicomte,.

### Carrière professionnelle
En 1841, Louis Pigault de Beaupré est aspirant ingénieur attaché au service du port militaire de Cherbourg, chargé dans le département de la Manche, du service des rivières et des marais du Cotentin,. 
En 1871, il participe à la souscription pour la reconstruction du palais et des bureaux de la Légion d'honneur. 

#### Réalisations
Louis Pigault de Beaupré réalise :
- Les deux phares du Touquet, inaugurés en 1852, après de nombreux naufrages relayés par la presse, pour attirer l’attention des pouvoirs publics sur la dangerosité de l’endroit, ils décident en 1845 de la construction de deux phares. Les travaux sont dirigés par M. Pigault de Beaupré, ingénieur des ponts et chaussées. Ces deux phares sont détruits, pendant la Seconde Guerre mondiale, par l'armée allemande en 1944 lorsqu'elle quitte la commune[9].
- La voie de communication du col du Somport, sur la route d’Urdos a Jaca est élevée au col du Somport (1 640 mètres, frontière franco-espagnole) une pyramide qui rappelle que les travaux de cette voie de communication ont été exécutés sous la direction de Pigault de Beaupré[2].

### Mort
Louis Pigault de Beaupré meurt le 21 décembre 1878, au 96 avenue d’Eylau, dans le 16e arrondissement de Paris.

### Histoire de la Famille Pigault
La famille Pigault ou Pigeault, est originaire de la Bretagne, où elle réside antérieurement à l'année 1500, où elle possède les fiefs de la Mélatiére, de la Chaumeraíe, du Lignon, du Chatel, etc., et où elle est maintenue par plusieurs arrêts des Chambres de Réformation dans sa noblesse d'extraction et de temps immémorial.
En 1558, un Pigault quitte la Bretagne et s'établit à Calais, après avoir contribué à la reprise de cette ville sur les Anglais ; ses descendants y résidèrent pendant trois siècles consécutifs.
La branche Pigault de Beaupré commence Henri-Jacques-Marie Pigault, Seigneur de Beaupré (1741-1820), capitaine d'artillerie de marine marié à Jeanne-Suzanne Mollien, fille de Claudine Leveux (nom encore porté par une rue de Calais) et de Gaspard Mollien, ancien mayeur et juge-consul à Calais. 
Les armoiries des Pigault portent : D'azur à la croix d'argent ancrée et givrée.

## Distinctions
Louis Pigault de Beaupré est nommé chevalier dans l'ordre national de la Légion d'honneur par décret du ministre des travaux publics du 22 janvier 1852, il est également commandeur de l'ordre du Nicham, commandeur, de l’ordre d'Isabelle la Catholique et de l’ordre de Saint-Sylvestre,,.

## Pour approfondir